# Hans Georg Pfister
Hans Georg Pfister (ur. 31 stycznia 1697 w Głogówku) – mieszkający w Nysie złotnik, wykonawca m.in. monstrancji z 1732 znajdującej się w kościele w Łączniku. 
Urodził się w rodzinie złotników osiadłych prawdopodobnie od kilku pokoleń na Śląsku. Jego ojcem był Karl Pfister (też złotnik), matka Anna Pfister. W roku 1713 Hans Georg Pfister za zgodą cechu rozpoczął naukę rzemiosła złotniczego u Martina Vogelhunda w Nysie. Czas nauki został wyznaczony na 6 lat. W roku 1727 złożył w Nysie egzamin mistrzowski. Po złożeniu egzaminu osiedlił się w Nysie, gdzie przebywał do 1744 roku.